# Duff Twysden

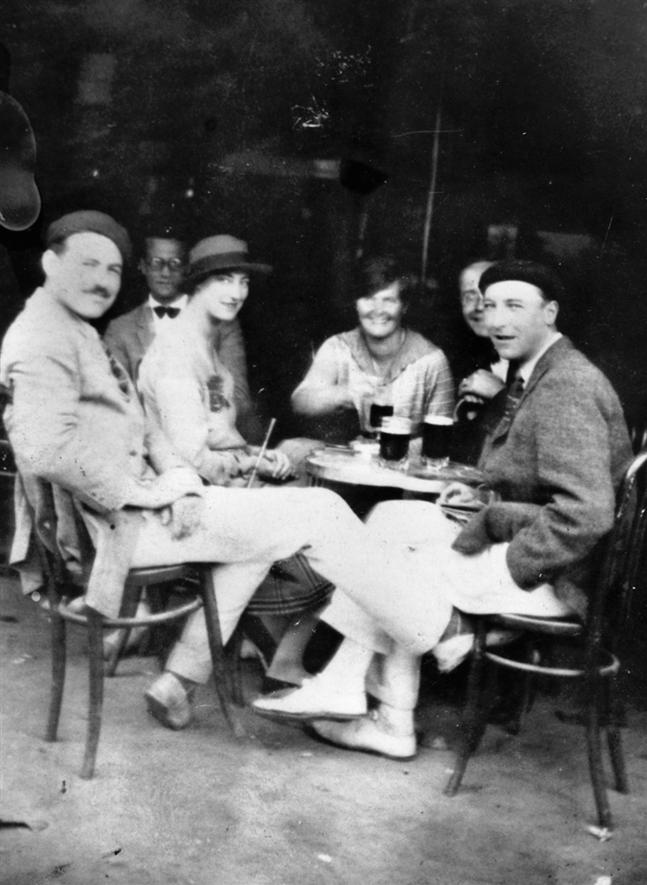
Lady Duff Twysden met hoed naast Ernest Hemingway in Parijs

Mary Duff Stirling, Lady Twysden (1893 - Santa Fe, 27 juni 1938) was een Britse socialite die model stond voor het personage Brett Ashley in Ernest Hemingways roman The Sun Also Rises.
Mary Duff was het oudste kind van Baynes Wright Smurthwaite en zijn vrouw Charlotte Lilias Stirling. Ze werd bij geboorte Doroth genoemd. Na de scheiding van haar ouders noemde ze zichzelf Duff en nam ze de familienaam van haar moeder over: Duff Stirling.
Op 4 januari 1914 verloofde zij zich met John Churchill Craigie, zoon van Pearl Richards Craigie, maar haar eerste huwelijk was met Edward Luttrell Grimston Byrom, zoon van Edward Byrom DL van Culver, Devon en Kersal Cell, Lancashire, die als High Sheriff van Devon diende in 1888.
Ze trouwde voor de tweede keer in Edinburgh op 26 januari 1917 met Sir Roger Thomas Twysden, een marineofficier. Hij werd tiende Baronet op 1 mei 1911, zodat Duff nu "Lady" Twysden werd genoemd. Hun zoon Anthony, later elfde Baronet, werd geboren op 11 maart 1918.
Ze stierf aan tuberculose.